# Recinto de fosos
Un recinto de fosos o recinto de fosos interrumpidos es un tipo de monumento prehistórico creado por movimiento de tierras común al Neolítico inicial en Europa. Se registran más de 100 ejemplos en Francia y 70 en Inglaterra, mientras que se conocen otros sitios en Escandinavia, Bélgica, Alemania, Italia, Irlanda y Eslovaquia.
El término inglés causewayed enclosure, dado por los anticuarios británicos, ahora se prefiere al término más antiguo causewayed camp, ya que se ha demostrado que los sitios no servían necesariamente como lugares de ocupación.

## Construcción
Los recintos de fosos a menudo se encuentran en la cima de colinas, rodeados de una a cuatro zanjas concéntricas con un bancal interno. Los recintos ubicados en áreas de tierras bajas son generalmente más grandes que los de colinas. Cruzando las zanjas a intervalos hay calzadas que dan nombre a este tipo de monumentos. Parece que las zanjas fueron excavadas en secciones, dejando las calzadas anchas intactas en el medio. No deben confundirse con zanjas de anillo segmentadas o calzadas, que son más pequeñas y se cree que se relacionan solo con la actividad funeraria, o con las colinas, que aparecieron más tarde y tenían una función defensiva definida. Con respecto a la funcionalidad defensiva, sin embargo, se ha encontrado evidencia de empalizadas de madera en algunos sitios como Hambledon Hill.

## Función
La evidencia arqueológica implica que los recintos fueron visitados ocasionalmente por grupos neolíticos en lugar de estar permanentemente ocupados. La presencia de restos humanos en las orillas y zanjas de los recintos ha sido vista como un intento por parte de los constructores de conectar a sus antepasados con la tierra y así comenzar a anclarse en áreas específicas. Las secciones longitudinales excavadas a lo largo de las zanjas por los arqueólogos sugieren que los constructores redujeron repetidamente las zanjas y cada vez depositaron deliberadamente cerámica y huesos humanos y animales, aparentemente como un ritual regular. La arqueología ambiental sugiere que el paisaje europeo en general era muy boscoso cuando se construyeron los recintos y que eran claros raros en el bosque que se utilizaron para diversas actividades sociales y económicas.
En la década de 1970, el arqueólogo Peter Drewett sugirió siete posibles funciones para los sitios:
- Asentamiento
- Defensa
- Recintos para ganado
- Centros comerciales
- Lugares de reunión comunales para banquetes y otras actividades sociales
- Centros de culto y para rituales
- Cementerios

Otras interpretaciones han visto las calzadas que cruzan los fosos como un símbolo del acceso multidireccional al sitio por comunidades dispersas, los recintos como centros funerarios para la encarnación o la construcción del sitio es un acto comunitario de creación por parte de una sociedad fragmentada.
Se han encontrado restos de animales (especialmente huesos de ganado), desechos domésticos y cerámica en los sitios. Pero ha habido evidencia limitada de cualquier estructura. En algunos lugares, como Windmill Hill, Avebury, la evidencia de ocupación humana es anterior al recinto. En general, parece que se permitió que las zanjas se sedimentaran, incluso mientras los campos estaban en uso, y luego se volvieron a excavar episódicamente. Es poco probable que tuvieran un fuerte propósito defensivo. Los movimientos de tierra pueden haber sido diseñados para mantener alejados a los animales salvajes en lugar de a las personas. La adición secuencial de los circuitos segundo, tercero y cuarto de bancos y zanjas puede haber ocurrido a través de poblaciones crecientes que se suman a la importancia del monumento de sus pueblos a lo largo del tiempo. En algunos casos, parecen haber evolucionado hacia asentamientos más permanentes.
La mayoría de los recintos de fosos interrumpidos se han arado en los milenios intermedios y se reconocen a través de la arqueología aérea. Los primeros se construyeron en el quinto milenio antes de Cristo y a principios del tercer milenio antes de Cristo; notables variaciones regionales ocurren en su construcción. Los ejemplos franceses comienzan a demostrar entradas elaboradas en forma de cuerno que se interpretan como diseñadas para impresionar desde lejos en lugar de servir a cualquier propósito práctico.
Aubrey Burl cree que la construcción de recintos calzados se redujo en 3000 a. C. y fueron reemplazados por tipos más localizados de movimiento de tierras y otras estructuras. En Gran Bretaña, tales reemplazos incluyen Stonehenge I, Flagstones, Duggleby Howe y anills de Bookan, y los monumentos tipo henge posteriores.

## Ejemplos
Algunos ejemplos de recintos de fosos:

### Inglaterra
- Whitehawk Camp

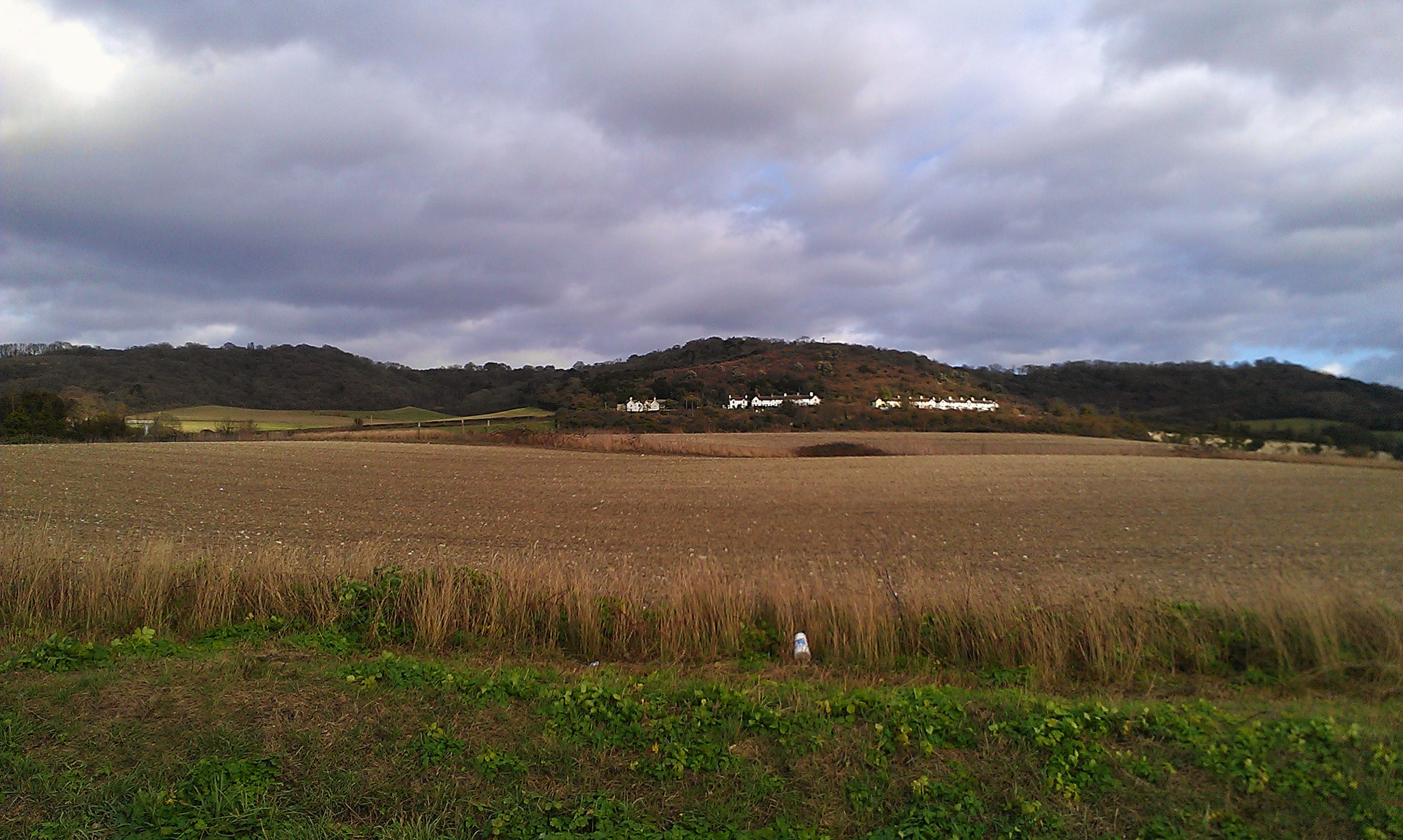
Recinto de fosos en Burham, Kent.

- Robin Hood's Ball cerca de Stonehenge
- The Trundle, West Sussex
- Hambledon Hill
- Windmill Hill, Avebury
- Hembury
- Coombe Hill
- Rams Hill (en Berkshire Downs)
- Crickley Hill cerca de Cheltenham
- Algunos recintos en tor como los del Carn Brea se cree que pudieron servir para propósitos similares a los recintos de fosos en el sudoeste de Inglaterra.

### España
- Monte da Lagoa en Narón, Galicia.

### Francia
- Champ Durand
- La Coterelle
- Diconche
- Chez Reine cerca de Semussac
- La Mastine

### Irlanda
- Donegore, Co. Antrim
- Magheraboy, Co. Sligo

### Portugal
- Castro de Zambujal en la segunda fase de su construcción